# Marie Tilleová
Marie Tilleová (30. dubna 1901, Olomouc – 1983) byla sběratelka, filantropka a mecenáška Umeleckoprůmyslového muzea v Praze (UPM). Její garderoba jakož i starší oděvní památky (oděvní součásti a doplňky) jejích rodinných příslušníků tvoří základ muzejní kolekce UPM.

## Život
Marie Tilleová se narodila v Olomouci dne 30. dubna 1901. Jejím otcem byl vojenský (c. a k. plukovní) lékař I. třídy MUDr. František Šulda. Její matkou byla Cecílie Šuldová (rozená Závodná). Její babičkou byla Terezie Závodná, která vlastnila na Horním náměstí v Olomouci obchod se střižním zbožím. Specifikem rodiny (jejíž dřívější členové pracovali jako úředníci u šlechty na Mladoboleslavsku) byl cit pro textil a odívání vysoké kvality, jenž se projevoval v tom, že rodina uchovávala po předcích značný počet historických oděvů.
MUDr. František Šulda působil v Krakově, v letech 1910 až 1914 v Sarajevě, kam jej rodina následovala. Jeho žena Cecílie Šuldová si oblečení pořizovala většinou ve Vídni (u firmy Franz Král's Nachfolger), ale někdy též v Olomouci (u krejčové Marie Doleželové). Po první světové válce a vzniku nové Československé republiky se rodina přeorientovala na garderobu z pražské produkce (z módního salonu Hany Podolské, z módního závodu Františka Matějovského, od Arnoštky Roubíčkové, z modelového domu Oldřicha Rosenbauma)
Svatba Dr. Ing. Jana Tilleho (ředitele Báňské a hutní společnosti) a Marie Šuldové se uskutečnila v roce 1928. Během své profesní kariéry patřil Jan Tille k čelným představitelům československého báňského a hutního průmyslu. Působil zároveň také jako vysokoškolský pedagog, vědec a organizátor oboru a člen celé řady českých i mezinárodních profesních organizací. Jeho zdatnost se projevovala i na poli sportovním: byl mistrem ČSR v šermu kordem. Na olympijských hrách (v roce 1924 v Paříži a v roce 1928 v Amsterodamu) dokonce reprezentoval ČSR v šermu. Jan Tille působil převážně v Brně a Praze, ale často vyjížděl i do zahraničí.
Marie Tilleová žila střídavě v Praze, v Mladé Boleslavi (zde vlastnila vilu po rodičích), v Olomouci (tady si nechávala šít modely v salonu u Marie Zolotarevové–Koukalové) a v Brně. Působila v řadě nadací, organizovala charitativní akce, angažovala se ve vzdělávání žen a dívek, ale například i v pomoci samoživitelkám. Amatérsky se věnovala tenisu.
V letech 1965 až 1981 kontaktovala Marie Tilleová kurátorku UPM dr. Jiřinu Vydrovou za účelem darování vlastních, manželových i rodinných oděvních památek. Předaná rodinná kolekce čítala 60 kusů dámských oděvů z let 1820 až 1970, asi 30 pánských oděvů a doplňků (převážně z pánského závodu František Bárta a spol.) – původní majetek Jana Tilleho; kolem jednoho sta nejrůznějších módních doplňků, navíc obohacených o soubor prádla, dětského oblečení a krajek.

Expozice: Příběh vlákna v pražském UPM (ilustrační fotografie)
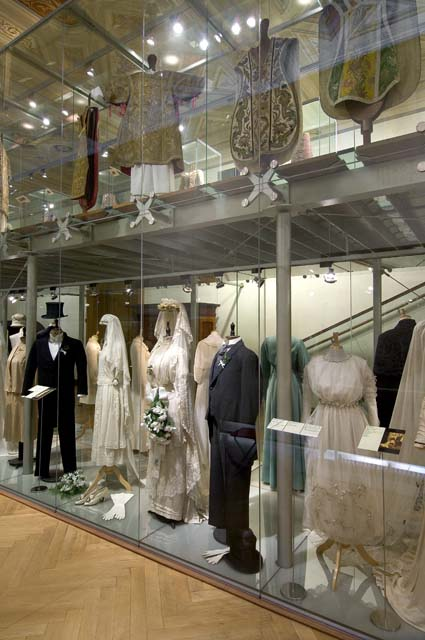
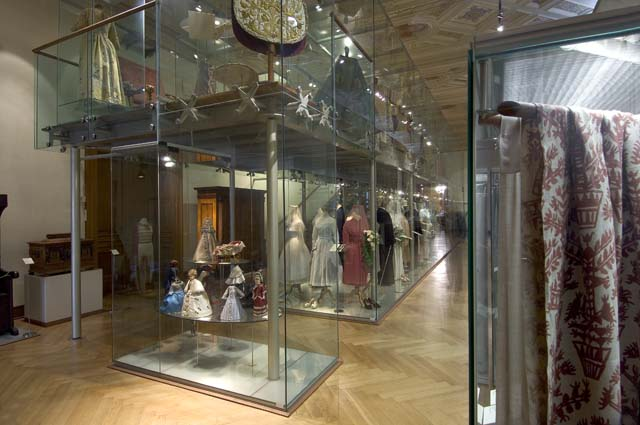
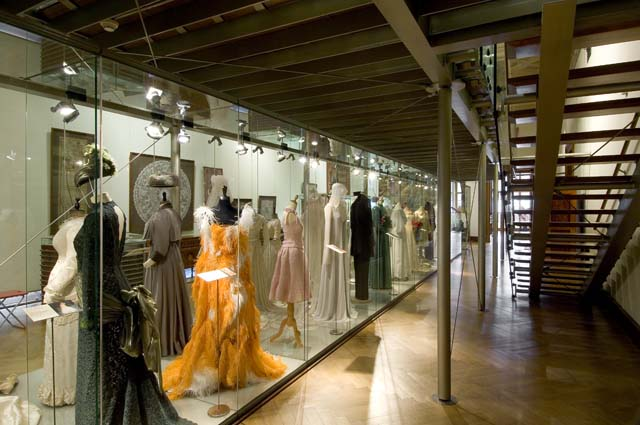

Zcela mimořádná je okolnost, že paní Tilleová dokázala téměř ke všem oděvům podat i informace, pro jakou příležitost byly oděvy pořízeny a kdy si je oblékla znovu. Poskytla nám tím velmi živý obraz o společenském životě manželů i autentický pohled na oděvní etiketu meziválečného období v ČSR. ... Garderoba Marie Tilleové dodnes tvoří základ muzejní kolekce z oblasti té nejluxusnější produkce pražských módních závodů. Stejně významným přínosem pro sbírku UPM jsou i starší oděvní památky z jejího majetku.
Autor citátu, Historička, kurátorka UPM PhDr. Eva Uchalová, 

## Galerie

Majitelé módních salonů (ilustrační fotografie)
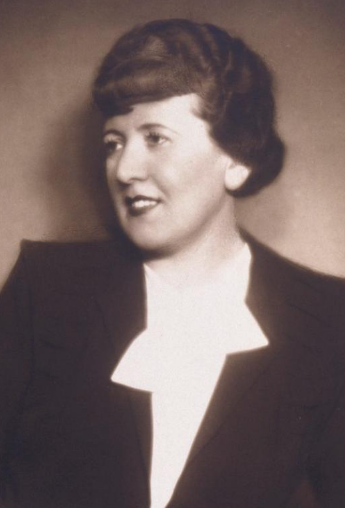
Hana Podolská (1880-1972)
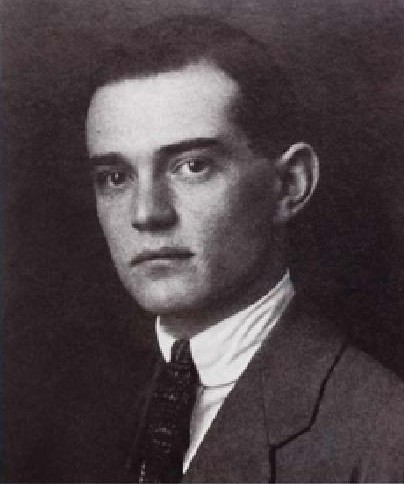
Oldřich Rosenbaum (1896-1991)
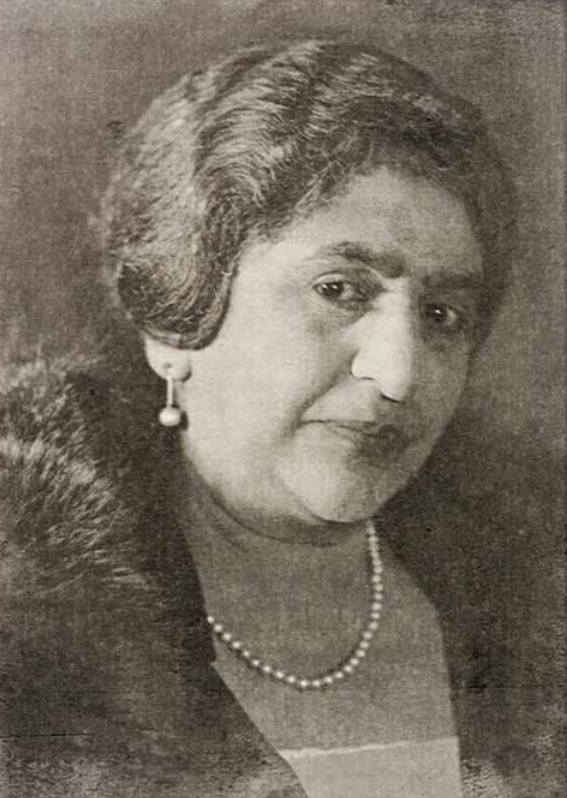
Arnoštka Roubíčková (1869-1942)